# Percey
Percey – miejscowość i gmina we Francji, w regionie Burgundia-Franche-Comté, w departamencie Yonne.
Według danych na rok 1990 gminę zamieszkiwało 277 osób, a gęstość zaludnienia wynosiła 29 osób/km² (wśród 2044 gmin Burgundii Percey plasuje się na 636. miejscu pod względem liczby ludności, natomiast pod względem powierzchni na miejscu 957.).